# Alatsinainy Ialamarina
Alatsinainy Ialamarina est une commune malgache située dans la partie est de la région de la Haute Matsiatra.